# Ipidecla monenopteron
Ipidecla monenopteron är en fjärilsart som beskrevs av Dyar 1918. Ipidecla monenopteron ingår i släktet Ipidecla och familjen juvelvingar. Inga underarter finns listade i Catalogue of Life.